# Sổ lương thực
Sổ lương thực, hay thường được gọi là sổ gạo, là một quyển sổ in sẵn, có ghi chỉ tiêu lượng lương thực một hộ gia đình được mua hàng tháng. Loại sổ này tồn tại trong chế độ bao cấp ở Việt Nam. Sổ mang tên bao cấp cục bộ.

## Việt Nam
Chế độ quản lý bao cấp được thực hiện ở Việt Nam từ đầu năm 1976 đến cuối năm 1986, còn được gọi là thời bao cấp.
Hằng tháng, người dân thành phố được mua một số lượng lương thực và độn (hay màu) nhất định tùy theo tiêu chuẩn được ghi trong sổ lương thực do Sở Lương thực/Công ty Lương thực cấp. Để nhận lương thực, người dân mang sổ lương thực và xếp hàng tại cửa hàng lương thực. Số lượng và loại hàng tùy thuộc vào người mua có hội đủ tiêu chuẩn hay không. Người dân thường theo quy định thì có quyền mua 1,5 cân thịt/tháng hoặc ít hơn,nhưng cán bộ cao cấp có thể mua đến 6 kg/tháng.
Chính sách đổi mới năm 1986 đã chấm dứt thời kỳ bao cấp và xóa bỏ việc sử dụng sổ lương thực.
Mất sổ gạo là một thành ngữ hiện đại trong tiếng Việt để chỉ một trong những biểu hiện tâm trạng đối với tình huống không may gặp phải trong cuộc sống.

## Các nước Đông Âu
Trước khi Liên Xô sụp đổ năm 1991, các nước cộng hòa trong Liên bang vẫn có chế độ tem lương thực tùy theo từng vùng. Tem được phát hàng tháng và quy định lượng gạo mỗi người được mua từ các cửa hàng của chính phủ.